# Вакацукі Рейдзіро
Вакацукі Рейдзіро (яп. 若槻 礼次郎; нар. 21 березня 1866, Мацуе — пом. 20 жовтня 1949, Токіо) — японський політичний і державний діяч, а також 25-й і 28-й прем'єр-міністр Японії.

## Біографія
Народився в місті Мацуе провінція Идзумо (в наші дні префектура Сімане), в сім'ї самурая з клану Мацуе. У 1892 році він закінчив Юридичний коледж при Токійському імператорському університеті. Після поступив на службу в міністерство фінансів, там обіймав посаду директора податкового бюро і, пізніше, заступника міністра фінансів. У 1911 році стає членом Палати перів. У 1912 році Вакацукі вступає в партію Ріккен Досікай (яп. 立憲同志会), організовану Кацурою Таро, і займає посаду міністра фінансів в його третьому кабінеті. У 1914 році він вступає в партію Кенсейкай (яп. 憲政会) і повторно займає посаду міністра фінансів в другому кабінеті Окуми Сіґенобу.
У 1924 стає міністром внутрішніх справ в кабінеті Като Такаакі, працює над прийняттям законопроєкту про загальне виборче право для всіх повнолітніх чоловіків, в 1925 році працює над Законом про збереження миру.
У січні 1926, після раптової смерті чинного прем'єр-міністра Като, Вакацукі приймає обов'язки голови Кенсейкай і, разом з ними, посаду прем'єр-міністра. Його перший термін закінчився в квітні 1927, коли був змушений піти у відставку у зв'язку з фінансовою кризою та інтригами членів Таємної ради.
Очолює Японську делегацію на Лондонській морської конференції в 1930 році. Там він наполягав на якнайшвидшій ратифікації договорів про роззброєння що викликало невдоволення серед японських військових і різних націоналістичних угруповань.
У квітні 1931, після того як серйозно поранений при замаху Хамагуті Осаті був змушений піти у відставку, Вакацукі займає пост прем'єр-міністра та голови Ріккен Мінсейто (яп. 立憲民政党) яка була наступником Кенсейкай. Під час його другого терміну відбувається Маньчжурський інцидент, коли японська армія, розташована в Маньчжурії, використовувала вибух на залізниці, як привід для нападу на казарми китайських військ у Мукдене. Кабінетом Вакацукі було прийнято рішення не допустити подальшої ескалації конфлікту, але дислоковані в Кореї армії, без імператорського наказу перейшли китайський кордон і вторглися на територію Маньчжурії. Уряд абсолютно втратив контроль над Квантунською армією, і Вакацукі нічого не залишалося, як санкціонувати дії військових заднім числом. Маньчжурський інцидент став завершенням кар'єри Вакацукі, 13 грудня 1931 він подав у відставку і відійшов від політичної діяльності. Однак він виступав проти війни з Сполученими Штатами, а після початку війни, він виступав за швидке примирення.